# HD204367
HD204367 — хімічно пекулярна зоря спектрального класу A0, що має видиму зоряну величину в смузі V приблизно  7,8.
Вона  розташована на відстані близько 640,8 світлових років від Сонця.

## Пекулярний хімічний склад
Зоряна атмосфера HD204367 має підвищений вміст 
Cr
.